# La crua realitat
La crua realitat (títol original en anglès: The Ugly Truth) és una pel·lícula de comèdia romàntica de 2009, dirigida per Robert Luketic i protagonitzada per Katherine Heigl i Gerard Butler.

## Argument
L'Abby Richter (Katherine Heigl) és una productora de televisió a Sacramento (Califòrnia). Quan torna a casa després d'un dia a la feina, per casualitat veu un programa a la televisió local, La crua realitat, presentat per en Mike Chadway (Gerard Butler), el cinisme del qual quan parla de les relacions fa que l'Abby truqui al programa en directe per discutir amb ell. L'endemà s'adona que la cadena en què treballa amenaça de cancel·lar el seu programa per les males xifres d'audiència, per la qual cosa l'amo de la cadena contracta en Mike per tornar a millorar la quota d'espectadors.
Al començament la seva relació és aspra, l'Abby creu que en Mike és repugnant i en Mike opina que l'Abby és una obsessionada de l'ordre. Tanmateix, quan ella coneix l'home dels seus somnis, un metge anomenat Collin (Eric Winter), en Mike la convenç perquè ella segueixi els seus consells per conquerir-lo.